# Daniel Svensson
Daniel Jonathan Svensson (Stockholm, 12 februari 2002) is een Zweeds voetballer die doorgaans als linksback speelt. Hij verruilde FC Nordsjælland in juli 2025 voor Borussia Dortmund, dat hem het voorgaande halfjaar al huurde. In 2024 debuteerde Svensson voor Zweden.

## Clubcarrière
Svensson verliet in 2020 zijn thuisland en IF Brommapojkarna voor het Deense FC Nordsjælland. Op 3 februari 2025 tekende hij bij Borussia Dortmund, dat de verdediger huurde met een aankooptie. 

## Interlandcarrière
Op 14 oktober 2024 debuteerde Svensson voor Zweden, in de UEFA Nations League tegen Estland als invaller voor Yasin Ayari.